# Рахау Карл Карлович
Раха́у Карл Ка́рлович (12 червня, 1830, Петербург — 27 червня, 1880, Зальцбург) архітектор часів Російської імперії 19 століття (академік архітектури), реставратор палацу Альгамбра в Іспанії.

## Біографія

### Ранні роки

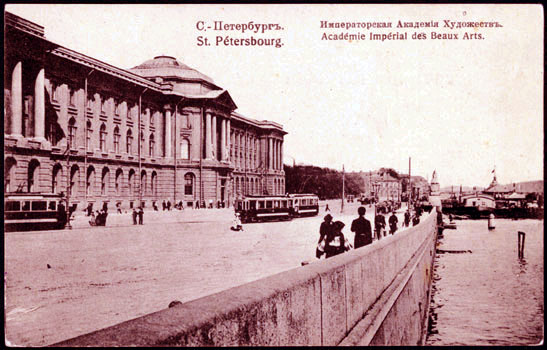
Імператорська академія мистецтв

Походить з петербурзьких німців. Син біржового маклера. Батьківський фах не наслідував, бо мав потяг до мистецтва. Пішов на виучку до архітекторів, бо доля бідного художника — не приваблювала.

### Навчання
Став учнем Петербурзької академії мистецтв, його вчитель — архітектор А. А. Тон.

### Перелік проектів в роки навчання
Професорів академії мало хвилювали непрактичні завдання, які давали розробляти учням. Так повелося з 18 століття, з часів заснування навчального закладу. Розвиток уяви учня був важливішим за практичну доцільність навчальних проектів. Серед навчальних проектів Карла -
- торговельний будинок дамського одягу, капелюшків, взуття
- великий торговельний будинок
- будівля публічної бібліотеки (яку і не планували будувати)
- заміський палац, «не стільки розкішний, скільки зручний для помешкання»
- проект вищого театрального училища на 1.000 осіб та театр при ньому на 1.200 глядачів. (Подібногоо училища з театром не мав навіть столичний Петербург.) Але Рахау навчальні завдання виконав і (не одразу), але таки отримав декілька медалей, що було офіційним визнанням його успіхів.

### Пенсіонерська подорож і Альгамбра
Покажчиком успіхів молодого архітектора була пенсіонерська подорож за кордон на кошти академії на шість років. У 1857 р. Рахау закінчив навчання, отримав право на пенсіонерську подорож і відбув за кордон разом з приятелем — архітектором К. Кольманом.

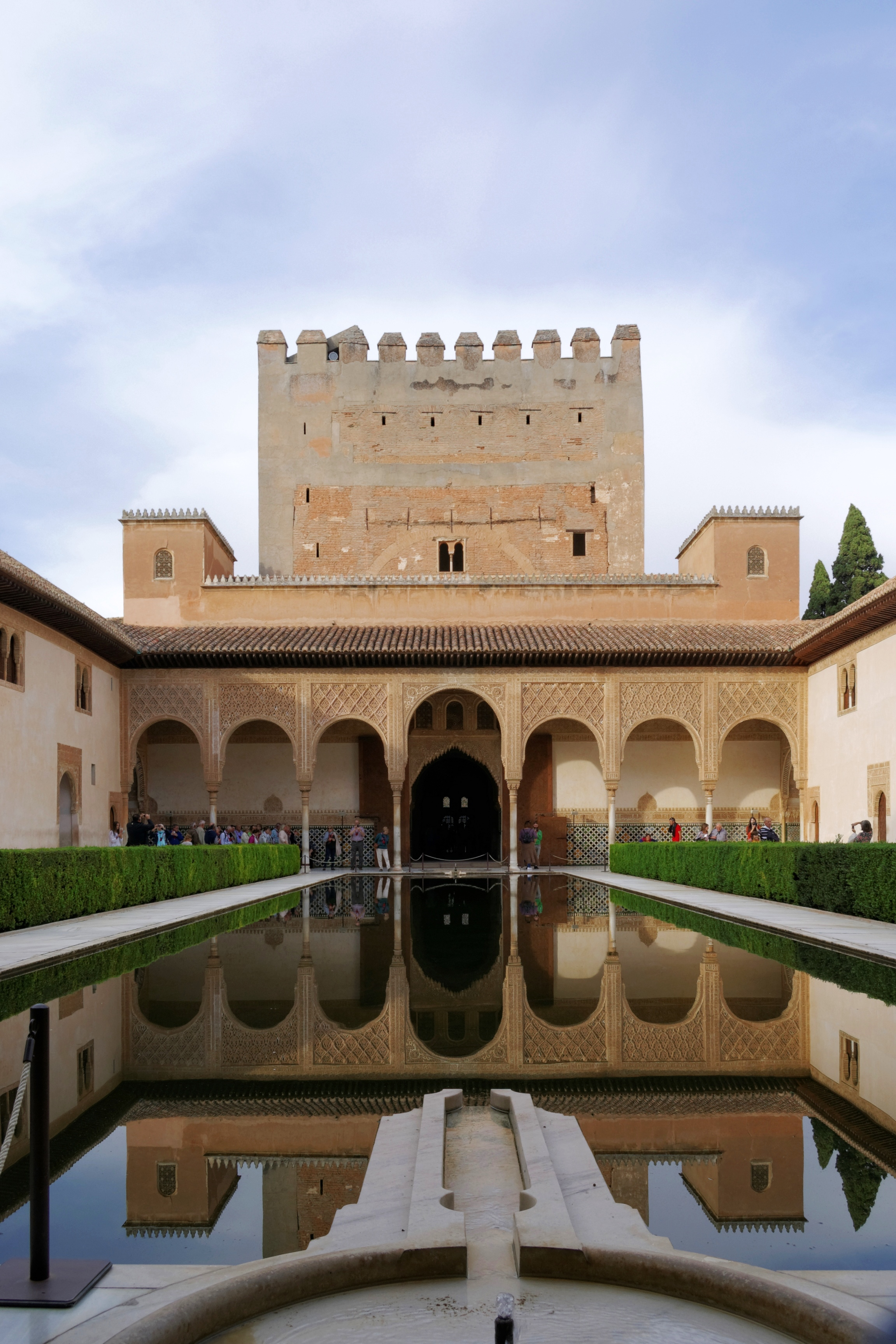
Дворик палацу в Альгамбрі

Перебування за кордоном закінчилося мандрами по Іспанії. На півдні країни в місті Гранада якраз розпочалися реставраційні роботи в колишньому палаці гранадських володарів (халіфів), що належав в 19 столітті іспанським королям (la Torre de les infantas). Фахові архітектори, Рахау та Кольман, створили проект реставрації та отримали замову на його реалізацію. Арабська архітектура палацу 13-14 століть не засмучувала, бо прийшла доба історичних стилів, еклектики. Можливість працювати в різних історичних стилях була доведенням власної ерудиції та майстерності.
1862 року проект реставрації палацу Альгамбра архітектори подали на Всесвітню виставку в Парижі і отримали за нього золоту медаль. В Мюнхені архітектори отримали почесний диплом.

### В Італії
Рахау закінчив пенсіонерський термін і виклопотав собі право ще на один рік перебування в Італії — за власні кошти.

### Повернення в Петербург
1864 року Рахау повернувся в Петербург. З 1866 р. він перебував у штаті будівничих Міністерства внутрішніх справ імперії. Його обирають професором в Академії, потім академіком архітектури.

### Палац Громова
Мимоволі палац Громова став останньою значною спорудою архітектора. Ілля Громов заробив значні кошти, торгуючи лісом та напівкоштовним уральським і будівельним каменем. Накопичені кошти вклав в придбання старовинного будинку, що виходив вікнами на Неву, Мармуровий палац та Мільйонну вулицю. Три П-подібні за планом корпуси споруди стояли навколо невеликого внутрішнього дворика. Володар зажадав мати власне помешкання із різними функціями (житлові, репрезентативні, бізнесові, тут була і його контора), відповідне його багатству та амбіціям. Споруда мала демонструвати відповідність стандартам, заданими палацовими спорудами Мільйонної вулиці російської столиці.
Історичне минуле земельної ділянки в третій чверті 19 століття проігнорували. А було воно багатим. Саме тут стояв колись палац молдавського господаря Дмитра Кантеміра, котрий будував та оздоблював молодий архітектор Вартоломей Растреллі. Споруда міняла володарів і ті пристосовували її під нові вимоги і нові моди. Один із володарів, граф Літта, наприкінці 18 ст. доручив перебудувати споруду в новомодному стилі ампір, яку реалізував архітектор Луїджі Руска. В черговий раз споруду перебудовував вже Карл Рахау.
Рахау наказав познімати стриманий ампірний декор і прикрасив три поверхи невського фасаду ліпленням. Бічні ризаліти підсилив еркерами, сандрики вікон другого поверху прикрасив бородатими маскаронами з гірляндами, третій поверх - рельєфами з грифонами. Грифони, фантастичні істоти з головами орла і тулубами лева, вважалися охоронцями скарбів земель гіперборейських. Це був натяк на охоронців добробуту палацу Іллі Громова. Більш скромним був житловий корпус з фасадом на вулицю Мільйонну, теж прикрашений еркером. Найбільш парадно був вирішений зрізаний кут споруди, який Карл Рахау прикрасив алегоричними скульптурами, котрі підтримували ще один еркер. Використання трьох алегоричних скульптур у вигляді привабливих жінок (уособлень землеробства, мореплавства та алегорії мистецтв ) стало окрасою як особняка, так і самої вулиці, бо продовжило скульптурний декор, започаткований ще Растреллі в Зимовому палаці та атлантами скульптора Теребєнєва на новому Ермітажі. Корпус між Невою та Мільйонною вулицею призначався для бізнесових справ і контори лісопромисловця, мав власний вхід і власну сходинкову клітку, був парадним офісом буржуазного ділка.
Парадні апартаменти володаря - це анфілада з вітальнями, парадним кабінетом Іллі Громова та бальною залою. Карл Рахау зберіг старовинні анфілади, але створив новий декор кожної зали. Яскравий представник історичних стилів (еклектика), Рахау використав неоготику, неорококо та мавританський стиль, добре знайомий йому ще по праці в Альгамбрі. Звичайно ж, неоготика та неорококо Рохау використовували лише декоративну складову цих стилів. Тому дещо дивацьки виглядали храмові орнаментальні вітражі в парадному кабінеті володаря або мармуровий камін в Мавританській вітальні з арабськими візерунками… Більш вартісними були декор Порцелянової кімнати, прикорашеної порцеляною Севра чи рококовий декор приватного театру особняка Іллі Громова, дивом збережений донині.
За часів більшовиків колишній палац Іллі Громова віддали під комунальні квартири, тому збережені досі театр, анфілади парадних зал, віталень і кабінетів дивують. Хоча історичний декор після того, як розселили мешканців, довго ремонтували та реставрували.

### Стипендія Карла Рахау
Старший брат архітектора, Іван, по сметрі молодшого Карла, поклопотався і започаткував в Академії мистецтв - стипендію Карла Рахау для підтримки талановитих і безкоштних студентів. Відсотки з 6 000 рублів фонду виплачували стипендіатам близько 35 років. 

### Перелік творів

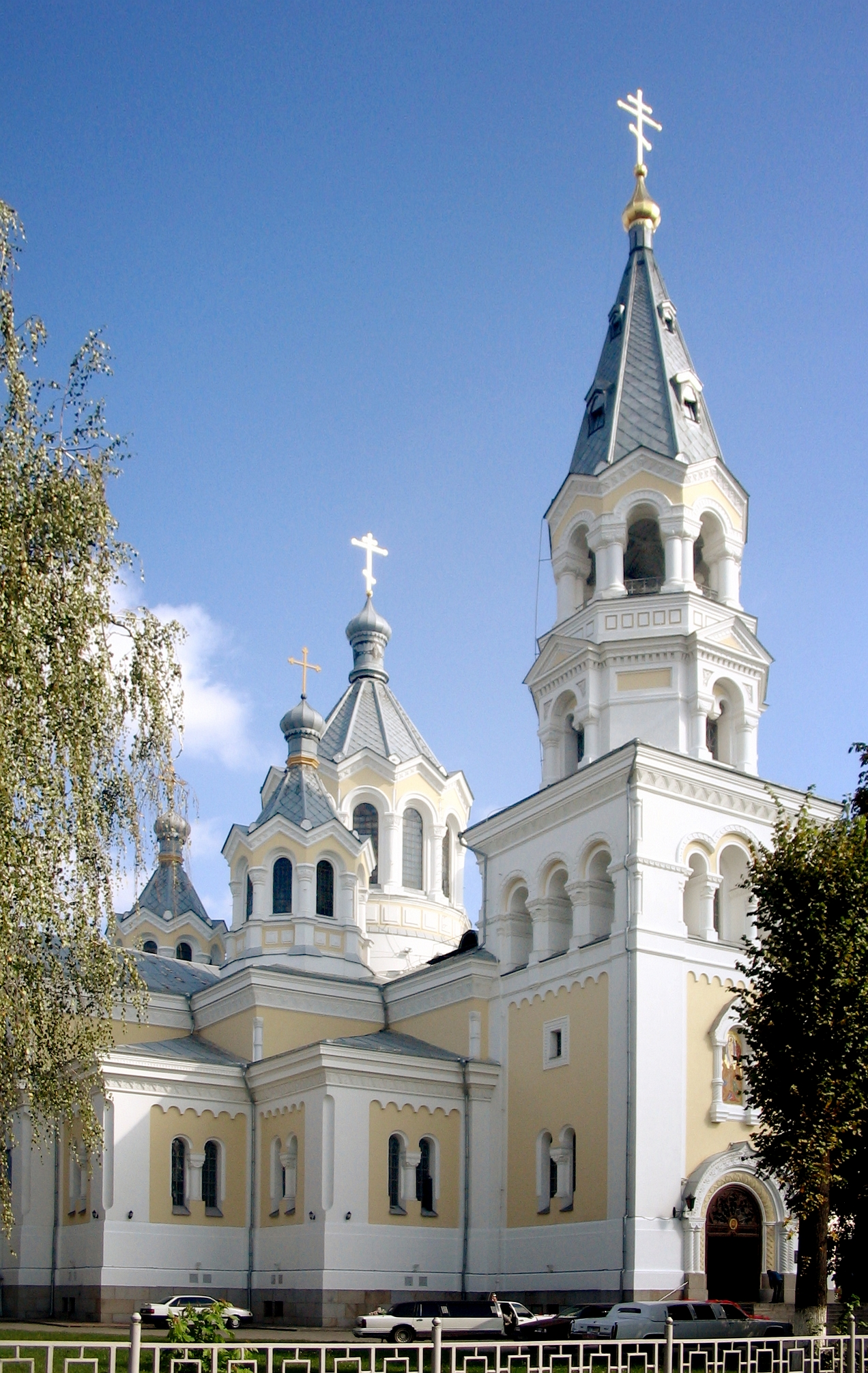
Кафедральний собор в місті Житомир

- Декор парадних інтер'єрів Петербурзької Академії мистецтв другого поверху
- Надгробок княжни Наришкіної
- Заміський будинок-палац великого князя Михайла Миколайовича, Крим, Айтодор
- Кафедральний собор в місті Житомир, Україна (проект).
- Готель для хворих на водах, Єсентуки
- Дача Шварца, Парголово, передмістя Петербурга
- Палац Громова, Мільйонна вулиця
- Доходний будинок та будівля фабрики Р. К. Сан-Галлі, Петербург
- Власний будинок Р. К. Сан-Галлі, Василівський острів
- Вокзальні будівлі на залізничній гілці Рибінськ — Бологоє
- Фігурні ліхтарі на Палацовій площі поряд із Олександрівським стовпом
- Фігурні бічні секції Літейного мосту через річку Нева та ін.

### Хвороба та смерть
Відчув себе хворим і відбув за кордон в Європу на лікування. Перебування на водах в Вісбадені та Гастейні дало тимчасове полегшення. У Мюнхені виявилися перші ознаки божевілля. Був перевезений на лікування в місто Зальцбург, де передчасно помер в 50-річному віці.